# Treibsee (Dollesbach)
Der Treibsee ist ein alter Stausee in den Ellwanger Bergen beim Weiler Kammerstatt der Gemeinde Bühlerzell im Landkreis Schwäbisch Hall im nordöstlichen Baden-Württemberg.

## Beschreibung
Der Wasserspiegel des 1,3 ha großen und etwa 230 m langen Sees liegt gewöhnlich auf 450 m ü. NHN. Er ist 4 m tief und wird von Nordwesten nach Südosten vom Dollesbach durchflossen, der weiter talab in die Blinde Rot entwässert, die ihrerseits in den Kocher mündet. Das Einzugsgebiet des Dollesbachs bis zum Seeende ist 2,1 km² groß, sein Talgrund liegt im Kieselsandstein (Hassberge-Formation). Der Treibsee ist hinter einem etwa 100 m langen Erddamm angestaut, über den ein Wirtschaftsweg die beiden an der linken und der rechten Seite des Tals laufenden Waldwege verbindet. Der Abfluss erfolgt über einen Mönch.

## Geschichte
Der Name des Sees rührt von der einstigen Holzflößerei über die genannten Gewässer. Im See wurde Wasser gestaut, um damit zu bestimmten Zeiten durch dessen schnellen Ablass Brennholz nach Schwäbisch Hall zu flößen, wo die Haller Salzsieder sie dann zum Solesieden verfeuerten.

## Natur und Schutzgebiete
Heute ist der im Landschaftsschutzgebiet Oberes Blinde-Rot-Tal liegende und mit seinem Uferbereich als 3,4 ha großes Naturdenkmal ausgewiesene See ein Rückzugsgebiet für die Tier- und Pflanzenwelt geworden. Von einem Weg in der Nähe des Ufers kann man auch die auf dem See schwimmenden Inseln entdecken. Die Etappe von Bühlerzell-Kammerstatt nach Rosenberg-Hohenberg eines von Bühlerzell nach Ellwangen führenden Wanderwegs läuft auf dem Wirtschaftsweg links des sehr still in einem großen Waldgebiet liegenden Gewässers.

### LUBW
Amtliche Online-Gewässerkarte mit passendem Ausschnitt und den hier benutzten Layern: Treibsee mit Umgebung

Allgemeiner Einstieg ohne Voreinstellungen und Layer: Daten- und Kartendienst der Landesanstalt für Umwelt Baden-Württemberg (LUBW) (Hinweise)
1. ↑  Seefläche nach dem Layer Stehende Gewässer.
2. 1 2  Länge abgemessen auf dem Hintergrundlayer Topographische Karte.
3. ↑  Höhe nach blauer Beschriftung auf dem Hintergrundlayer Topographische Karte.
4. ↑  Seetiefe nach dem Layer Stehende Gewässer.
5. ↑  Einzugsgebiet abgemessen auf dem Hintergrundlayer Topographische Karte.
6. ↑  Schutzgebiete nach den einschlägigen Layern, Natur teilweise nach dem Layer Biotop.

### Andere Belege
1. ↑  Wolf-Dieter Sick: Geographische Landesaufnahme: Die naturräumlichen Einheiten auf Blatt 162 Rothenburg o. d. Tauber. Bundesanstalt für Landeskunde, Bad Godesberg 1962. → Online-Karte (PDF; 4,7 MB)
2. ↑  Geologie nach den Layern zu Geologische Karte 1:50.000 auf: Mapserver des Landesamtes für Geologie, Rohstoffe und Bergbau (LGRB) (Hinweise). Ein ähnliches Bild bietet die Geologische Karte von Baden-Württemberg 1:25.000, Blatt Nr. 6925 Obersontheim.